# 구구노정
구구노정(일본어: 久々野町)은 일본 기후현 오노군에 설치되었던 정이다. 2005년 2월 1일에 오노군 시라카와촌을 제외한 6개 마을 및 요시키군 2정촌과 함께 다카야마시에 편입되었다.

## 역사
- 1889년 7월 1일 - 정촌제 시행으로 구구노촌이 성립하였다.
- 1951년 4월 1일 - 정으로 승격해 구구노정이 되었다.
- 2005년 2월 1일 - 다카야마시에 편입되었다.

## 행정
- 촌장 : 히가시키 히코 (東季彦) (1993년 4월 13일 - 2005년 2월 1일)

## 교통

### 철도
- 도카이 여객철도 다카야마 본선

### 도로
- 국도 41호선
- 국도 361호선

## 참고 문헌
- 角川日本地名大辞典編纂委員会,『角川日本地名大辞典 21 岐阜県』1980, 角川書店